# 江寶釵
江寶釵，台灣學者、作家，生於新北市新莊，送養於移居三重的高雄人，成長於台北市，就業於嘉義。現任國立中正大學台灣文學與創意應用研究所教授兼國際文化創藝整合發展中心主任、原住民學生資源中心副主任。中正大學臺灣文學研究所創所所長，先後歷任4任所長，並帶領台文所轉型為「台灣文學與創意應用研究所 （页面存档备份，存于）」，並曾任中文系系主任、代理文學院院長。
江寶釵是重要的臺灣文學學者，她在中正大學創立台灣文學研究所，推廣台灣文學。研究主題與專長則跨民間文學、臺灣古典文學、臺灣現當代文學與文學理論，古典文學以漢詩為主，現當代文學則著力於小說研究，擅以結構分析及文化建構的觀點從事現當代文學批評。早期即關注民間文學，多年來更是投入田野調查、閩南語諺謠、故事的採錄、整理、研究，同時介入文學史志的撰寫工作，並且投入文化觀光旅遊的創意產業。有鑑於近年來的學術亂象，江寶釵自費巡講，展開「學術倫理」推廣活動，陸續在台大、成大、清大、中興及中正大學等五校發表論文、演講及座談會。

## 簡介

### 求學
- 三重國小畢業。
- 三重明志國中畢業。
- 北一女中畢業。
- 臺灣師範大學國文系畢業。
- 臺灣師範大學國文研究所碩士、博士畢業。
- 2001年美國聖塔芭芭拉大學東亞系訪問學人。
- 2007年加拿大亞伯達大學東亞系訪問學人。
- 2010-11年美國哈佛大學東亞文明系訪問學人（臺灣傅爾布萊特基金會獎學金、美國傅爾布萊特基金會旅行演講獎助）。

### 教學與研究

#### 台北縣新莊國中
- 於新莊國中實習期間，與台灣師範大學生物系汪靜明為該校「生物科學研習社」主編《苖圃》年刊，為第一本以學生為主體的生態文學刊物。

#### 中正大學校內教學/研究中心
- 主編中正大學第一份校園刊物《中正週報》。
- 協助成立國立中正大學原住民族學生資源中心，擔任副主任。
- 創設中正大學國際文化創藝整合發展研究中心，擔任主任。

#### 獲獎
- 「中山文藝創作獎」散文獎（1991）
- 文建會現代文學研究獎（1993、1994、1995）
- 教育部文藝創作獎（1994）
- 臺灣本土文獻貢獻獎（1998）
- 中正大學產學合作績優教師 (2017)
- 延攬及留住大專校院特殊優秀人才實施彈性薪資(2014.08.01-2024.07.31)
- 中正大學術獎勵(2008-2016)。
- 中正大學教學優良獎(2005學年度)。

### 創辦臺灣文學研究所
2000年，推動中正大學設置臺灣文學研究所 （页面存档备份，存于），2003年獲教育部同意成立，並開始招生；擔任任代理所長，2004年擔任所長。
2005年台灣文化學程教師碩士在職專班成立並進行招生。

### 學術倫理研究
2001年，江寶釵向國家單位申請一項著作獎勵，遭檢舉有抄襲疑慮，此案後證明屬於引注慣例，在審查會議中並未成立，但也令她思考「何為抄襲」、「如何定義抄襲」的學術議題，遂將抄襲納入研究範疇；並在2006年到2007年接受科技部人文學研究中心委託，邀請中文史等學門召集人一起對中文書寫的學術倫理進行討論，並成立「中文書寫學術規範 （页面存档备份，存于）」網站，可說是最早投入中文書寫學術倫理的學者。2016年，在累積了15年對「學術倫理」的研究能量後，她自費巡迴演講，告訴大家怎樣不抄襲，以導正歪風。同時發表研究論文，並在2022年完成專書
《中文書寫創襲傳統與學術倫理》（臺北：遠流）。

### 臺灣文學研究所改名
為因應少子衝擊與高等教育對社會責任的思考，2015年中正大學臺灣文學研究所改名為「臺灣文學與創意應用研究所」，課程強化實務、創作等面向，引來朱宥勳、顏訥等人的質疑，中正台文所浦忠勇助理教授發言捍衛；但討論並未擴大。

### 著作目錄

#### 學術專書
- 江寶釵. 嘉義地區古典文學發展史. 嘉義: 嘉市政府文化局. 1998.
- 江寶釵. 臺灣古典詩面面觀. 台北: 巨流. 1999.
- 江寶釵. 從民間文學到古小說. 高雄: 麗文文化. 1999.
- 江寶釵. 白先勇與台灣當代文學史的構成. 台北: 駱駝. 2004.
- 江寶釵著. 傳統性、現代性與殖民性的遘接與調適: 連橫文學研究. 臺北: 臺灣學生. 2019.
- 江寶釵著.語言、國民性與文學場域的建構：日治時期臺灣古典文學論．卷一. 臺北：文水. 2020.
- 江寶釵、謝崇耀著. 語言、國民性與文學場域的建構: 日治時期臺灣古典文學論．卷二. 臺北: 文水. 2020.
- 江寶釵著.中文書寫創襲傳統與學術倫理 （页面存档备份，存于）. 臺北：遠流. 2022.

#### 文學創作
- 江寶釵. 不只一扇窗. 台北: 漢藝色研. 1991.
- 江寶釵. 四十花開. 嘉義: 嘉義縣政府. 1998.
- 人生三書[9]
  - 江寶釵. 在寂寂停頓中: 我的閱讀手記. 台北: 文水. 2013.
  - 江寶釵. 嘉年華的憂與歡: 江寶釵的社會文化觀察. 台北: 文水. 2013.
  - 江寶釵. 你從來不是唯一的一隻羊: 江寶釵的文字因緣. 台北: 文水. 2013.
- 江寶釵. 如常. 台北: 文水出版社. 2017.
- 江寶釵. 一頂小斗笠（繪本）. 台北: 文水出版社. 2019.

#### 文學教材
- 江寶釵編. 綿綿思遠道: 樂府詩選粹. 台北: 幼獅. 1991.
- 江寶釵, 范銘如主編. 島嶼妏聲: 台灣女性小說讀本. 台北: 巨流. 2000.
- 江寶釵, 陳國偉主編. 小說今視界: 當代臺灣新世代小說讀本. 台北: 駱駝. 2003.
- 江寶釵, 辛金順主編. 時代新書: 中國現代小說選讀. 台北: 駱駝. 2003.
- 江寶釵, 蕭藤村, 周碧香, 董育儒編. 閩南語文學教材. 高雄: 麗文. 2001.

#### 地方文化創生
- 江寶釵編. 嘉義縣八十八年文化節「魚鹽滿布袋」成果專輯. 嘉義: 嘉義縣立文化中心. 1999.
- 江寶釵主編. 紫荊花事: 中正大學創校十年紀念集. 高雄: 麗文文化. 2000.
- 江寶釵主編. 榮耀之路The Glorious Road: 中正大學創校二十週年紀念集. 高雄: 麗文文化. 2009.
- 江寶釵, 謝昆樺, 吳亦昕主編. 靈光湧現 舊監啟示: 建國百年法務新象獄政攝影圖文集. 台北: 文水. 2011.
- 江寶釵, 吳亦昕主編. 鉄格子の越しの風景:嘉義旧刑務所及びその週邊. 台北: 文水. 2011.
- 江寶釵編. 甜蜜的亞熱帶: 我在嘉義的漫遊. 嘉義: 嘉義市文化局. 2013.
- 江寶釵編, 穿越市街的時光: 鍾文音攝影圖文選集. 臺北: 文水. 2013.
- 江寶釵, 李知灝, 吳亦昕主編. 嘉義縣文獻第38期. 嘉義: 嘉義縣文化觀光局. 2013.
- 江寶釵編. 在嘉義市醒來: 作家群詠, 一座城市的夢. 嘉義: 嘉義市文化局. 2014.
- 江寶釵編. 李昂的獨嘉美食. 嘉義: 嘉義市文化局. 2014.

#### 研討會論文集
- 江寶釵, 林鎮山主編. 樹的見證: 鄭清文文學論集 （页面存档备份，存于）. 台北: 聯合文學. 2007.
- 江寶釵主編. 泥土的滋味：黃春明文學論集 （页面存档备份，存于）. 台北: 聯合文學. 2009.
- 江寶釵主編. 不凋的花季: 李昂國際學術研討會論文集 （页面存档备份，存于）. 台北: 聯合文學. 2012.
- 江寶釵主編. 媽祖信仰文化暨在地人文藝術國際學術研討會論文集. 雲林: 財團法人北港朝天宮. 2013.
- 江寶釵主編. 善男子的存在邏輯：陳克華文學論集 （页面存档备份，存于）. 台北: 文水. 2016.
- 王德威,江寶釵 編. 「區域交流與中文書寫典範的追求」國際學術研討會論文集 （页面存档备份，存于）. 台北: 文水. 2017.
- 王德威,江寶釵 編. 第11屆國際青年學者漢學會議論文集：域外經驗與中國文學史的重構 （页面存档备份，存于）. 台北: 文水. 2017.
- 黎活仁, 江寶釵, 白靈主編. 閱讀渡也 （页面存档备份，存于）. 台北: 秀威資訊. 2017.

#### 臺灣古典文學校編
- 江寶釵編, 黃鷗波著, 浮槎錄. 嘉義: 嘉義縣立文化中心, 1997.
- 江寶釵編, 蔡策勳著, 海濤閣詩集. 嘉義: 嘉義縣立文化中心, 1999.
- 江寶釵編. 張李德和書畫集. 嘉義: 嘉義市政府文化局. 2000.
- 江寶釵編. 張李德和詩文集. 台北: 巨流. 2000.
- 江寶釵編, 黃水文著, 黃水文詩選. 高雄: 麗文, 2002.
- 江寶釵編, 全台詩(部份), 臺南: 國家台灣文學館, 2004.
- 張達修原著; 江寶釵, 林文龍主編. 生事歸清恬: 張達修詠讚臺灣百首精選譯註. 台北: 駱駝. 2006.
- 江寶釵, 林文龍, 李知灝編選, 江寶釵等譯注, 生事歸清恬: 張達修詠讚臺灣百首精選譯註. 臺北: 駱駝, 2006.
- 江寶釵校注, 李知灝責任編輯, 全台詩話: 瑞桃齋詩話校注. 臺北: 國立編譯館, 2009.
- 江寶釵主編, 李知灝責任編輯, 賴惠川等著, 嘉義賴家文學集. 嘉義: 中正大學臺灣人文研究中心, 2009.
- 江寶釵校注, 李知灝, 黃清順, 梁鈞筌責任編輯, 雅堂詩話校注. 高雄: 麗文, 2010.
- 江寶釵編, 台灣文藝叢誌暨文人社群作品提要集. 嘉義: 中正大學台灣文學研究所, 2010.
- 江寶釵編注, 吳濁流集. 臺南: 國立臺灣文學館, 2013.
- 江寶釵校注, 劍花室詩集校注. 臺北: 台灣學生書局, 2020.
- 江寶釵校注, 雅堂文集校注. 臺北: 台灣學生書局, 2020.
- 江寶釵編纂, 連橫年表新編. 臺北: 台灣學生書局, 2020.

#### 民間文學
- 江寶釵編. 嘉義市閩南語歌謠集(一). 嘉義: 嘉義縣立文化中心. 1997.
- 江寶釵編. 嘉義市閩南語歌謠集(二). 嘉義: 嘉義縣立文化中心. 1998.
- 江寶釵編. 嘉義市閩南語歌謠集(三). 嘉義: 嘉義縣立文化中心. 1998.
- 江寶釵編. 台灣童謠選編專輯. 南投: 台灣省文獻會. 1997.
- 江寶釵編. 嘉義縣民間文學集(4): 布袋鎮閩南語謠諺集. 嘉義: 嘉義縣立文化中心. 1998.
- 江寶釵編. 嘉義縣民間文學集(5): 布袋鎮閩南語故事集. 嘉義: 嘉義縣立文化中心. 1998.

#### 文學史志
- 江寶釵編纂. 嘉義市志 卷八 語言文學志 文學篇. 嘉義: 嘉義市政府. 2005.
- 江寶釵編. 嘉義縣志 文學篇. 嘉義: 嘉義市政府. 2009.
- 江寶釵編. 台灣全志 卷十 文化志文學篇. 南投: 國史館臺灣文獻館. 2009.

#### 當代作家作品
- 江寶釵編,李弦(李豐楙)著, 大地之歌: 李弦詩集. 嘉義: 嘉義縣立文化中心. 1999.
- 江寶釵編, 李弦(李豐楙)著, 下午, 寂寞的空廊: 李弦詩集(二). 嘉義: 嘉義縣立文化中心. 2000.
- 江寶釵編, 李弦(李豐楙)著, 李弦散文集: 蝶翼. 嘉義: 嘉義縣立文化中心. 2000.
- 江寶釵編, 黃得時全集1-11冊. 臺南: 國立臺灣文學館. 2012.
- 江寶釵編, 舟子的歌:文心集. 臺北: 文水. 2013.
- 李弦著, 江寶釵主編. 將葵花般的仰望舉起: 李弦現代詩論集. 台北: 文水. 2013.
- 渡也著, 江寶釵主編. 諸羅記. 嘉義: 嘉義市政府文化局. 2015.
- 林鎮山, 江寶釵合編, 意圖與策略: 鄭清文訪談錄. 臺北: 文水. 2015.
- 江寶釵編,李弦(李豐楙)著, 李弦文集1: 詩歌卷：大地之歌. 嘉義: 嘉義市政府文化局. 2023.
- 江寶釵編,李弦(李豐楙)著, 李弦文集2: 散文卷：蝶翼. 嘉義: 嘉義市政府文化局. 2023.
- 江寶釵編,李弦(李豐楙)著, 李弦文集3: 論述卷：將葵花般的仰望舉起. 嘉義: 嘉義市政府文化局. 2023.
- 江寶釵編,李弦(李豐楙)著, 李弦文集4: 論述卷：中國古典文學與純粹性探究. 嘉義: 嘉義市政府文化局. 2023.

## 相關連結
- 臺灣文學
- 中正大學

## 外部連結
- 中正大學台文創應所江寶釵教授簡歷 （页面存档备份，存于）
- 江寶釵教授FB頁面
- 臺灣好文學網 （页面存档备份，存于）
- 中正大學台文創應所 （页面存档备份，存于）
- 中正大學中文系 （页面存档备份，存于）
- 江寶釵教授著作電子全文．學術類 （页面存档备份，存于）
- 江寶釵教授著作電子全文．非學術類 （页面存档备份，存于）
- 江寶釵教授相關報導．專訪 （页面存档备份，存于）

1. ↑  .   [2019-02-14]. （原始内容存档于2019-06-08）.
2. ↑  .   [2019-02-14]. （原始内容存档于2019-11-28）.
3. ↑  .   [2019-02-14]. （原始内容存档于2019-06-03）.
4. ↑  林宜樟. . 自由時報. 2012-08-28  [2020-03-23]. （原始内容存档于2020-03-23）.
5. ↑  江俊亮. .
6. ↑  朱宥勳. . 想想論壇.   [2020-03-16]. （原始内容存档于2017-10-27）.
7. ↑  顏訥. . 鳴人堂.   [2020-03-16]. （原始内容存档于2021-01-21）.
8. ↑  浦忠勇. . www.facebook.com.   [2020-03-16] （英语）.
9. ↑  林宜樟. . 自由時報. 2013-07-06  [2020-03-23]. （原始内容存档于2020-03-23）.